# سعيد بن خالد الفديني
سعيد بن خالد بن محمد بن عبد الله بن عمرو بن عثمان بن عفان، المعروف باسم الفديني، كان أحد أفراد الأسرة الأموية الذين قادوا ثورة فاشلة ضد العباسيين في حوران والبلقاء شرق الأردن في عام 813م، في محاولة للمطالبة بالخلافة. تلت ثورته ثورتين فاشلتين أخريين من قبل المطالبين الأمويين بالخلافة في دمشق، وهما أبو العميطر السفياني ومسلمة بن يعقوب. كانت ثورة الفديني آخر محاولة كبرى لإحياء الخلافة الأموية في الشام.

## سيرته
هو سعيد بن خالد بن محمد بن عبد الله بن عمرو بن عثمان بن عفان القرشي الأموي الفديني من أهل قرية الفدين.
خلال الحرب بين الأمين والمأمون، انهارت السلطة العباسية في الشام. في دمشق خرج أبو العميتر السفياني، وتولى السلطة في 811م بدعم رئيسي من بني كلب والقبائل اليمانية، وبويع في دمشق وحمص وصيدا. ثم خُلع أبو العميطر عام 813 من قبل قيس، المنافسين القبليين لليمن، بقيادة ابن بيهس باستخدام أموي هو مسلمة بن يعقوب. ادعى مسلمة الخلافة بنفسه وسرعان ما أطيح به. هرب كل من مسلمة وأبو العميطر إلى الغوطة حيث صمدوا لبعض الوقت ضد ابن بيهس حتى وفاتهم الطبيعية. بحلول عام 813، أطاح المأمون بشقيقه الخليفة الأمين وسيطر على الخلافة العباسية في بغداد.
خرج الفديني أيام المأمون وادعى الخلافة بعد أبي العميطر، انضم إليه أقارب أمويون وبقايا أنصار أبو العميطر من دمشق. تضخمت قواته إلى حوالي 20000 رجل.
جعل الفديني يحارب القيسية ويقتلهم ويتعصب لليمانية فوجه إليه محمد بن صالح بن بيهس أخاه يحيى بن صالح في جيش، فلما صار بالقرب من حصنه المعروف بالفدين، هرب منه، فوقف يحيى بن صالح على الحصن حتى هدمه وخرب زيزاء ونهبها، فتحصن الفديني في حسبان ثم إن أصحابه تفرقوا عنه بعد ذلك.
وفقًا للمؤرخ ولفرد مادلونج، كانت ثورة الفداني الفاشلة آخر محاولة كبرى لإعادة الخلافة الأموية في الشام. يشير المؤرخ بول كوب إلى أن تمردًا آخر حدث في عام 906م على يد شخص بارز يدعي السفيانية، ولكنه قُمع بعد فترة وجيزة.

## فهرس
- Ahmed، Asad Q. (2011). The Religious Elite of the Early Islamic Ḥijāz: Five Prosopographical Case Studies. Oxford: Unit for Prosopographical Research, Linacre College, University of Oxford. ISBN:978-1-900934-13-8. مؤرشف من الأصل في 2023-03-26.
- Ballian، Anna (2012). Byzantium and Islam: Age of Transition, 7th-9th Century. New York: Metropolitan Museum of Art. ISBN:978-1-58839-457-6. مؤرشف من الأصل في 2023-04-24.
- Cobb، Paul M. (2001). White Banners: Contention in 'Abbasid Syria, 750–880. SUNY Press. ISBN:978-0791448809. مؤرشف من الأصل في 2023-03-26.
- Madelung، Wilferd (2000). "Abūʾl-Amayṭar al-Sufyānī". Jerusalem Studies in Arabic and Islam. ج. 24: 327–341.
- Genequand، Denis (2020). "Elites in the Countryside: The Economic and Political Factors Behind the Umayyad Desert Castles". في Marsham، Andrew (المحرر). The Umayyad World. London and New York: Routledge. ص. 240–266. ISBN:978-1-3174-3005-6. مؤرشف من الأصل في 2023-04-18.